# گورنگه نووو سلو
گورنگه نووو سلو (به صربی: Gornje Novo Selo) یک منطقهٔ مسکونی در صربستان است که در بوجانوواچ واقع شده‌است. گورنگه نووو سلو ۴۳۷ نفر جمعیت دارد.